# Алферівка (Воронезька область)
Алферівка (рос. Алфёровка) — село у Новохоперському районі Воронезької області Російської Федерації.
Населення становить 713 осіб (2010). Входить до складу муніципального утворення міське поселення місто Новохоперськ.

## Історія
Населений пункт розташований у історичному регіоні Чорнозем'я.
За даними на 1859 рік у власницькій слободі Алферівка (Корсаківка) Новохоперського повіту Воронізької губернії мешкало 4277 осіб (2088 чоловіків та 2189 жінок), налічувалось 521 дворове господарство, діяла православна церква та винокурний завод, відбувався щорічний ярмарок.
Станом на 1886 рік у слободі, центрі Алферівської волості Новохоперського повіту, населення становило 3160 осіб, налічувалось 693 двори, діяли православна церква, 2 школи, 4 лавки, відбувались по неділях.
За даними на 1900 рік населення зросло до 3764 особи (2003 чоловічої статі та 1761 — жіночої), діяли церква, земська церковно-парафіяльні школи, 13 вітряних млинів, 7 кузень, 11 дріб'язкових і 2 винні лавки, відбувались базар.
Від 1928 року належить до Новохоперського району, спочатку в складі Центрально-Чорноземної області, а від 1934 року — Воронезької області.
Згідно із законом від 15 жовтня 2004 року входить до складу муніципального утворення міське поселення місто Новохоперськ.

## Населення
| 2010 |
| ---- |
| 713  |